# العلاقات البرتغالية الكوبية
العلاقات البرتغالية الكوبية هي العلاقات الثنائية التي تجمع بين البرتغال وكوبا.

## مقارنة بين البلدين
هذه مقارنة عامة ومرجعية للدولتين:
| وجه المقارنة                                              | البرتغال                                                  | كوبا                              |
| --------------------------------------------------------- | --------------------------------------------------------- | --------------------------------- |
| المساحة (كم2)                                             | 92.21 ألف                                                 | 109.88 ألف                        |
| عدد السكان (نسمة)                                         | 10.60 مليون                                               | 11.48 مليون                       |
| الكثافة السكانية (ن./كم²)                                 | 114.95                                                    | 104.48                            |
| العاصمة                                                   | لشبونة                                                    | هافانا                            |
| اللغة الرسمية                                             | اللغة البرتغالية، اللغة الميراندية                        | اللغة الإسبانية                   |
| العملة                                                    | يورو، اسكودو برتغالي                                      | بيزو كوبي، بيزو كوبي قابل للتحويل |
| الناتج المحلي الإجمالي (بليون دولار)                      | 217.57 مليار                                              | 87.13 مليار                       |
| الناتج المحلي الإجمالي (تعادل القوة الشرائية) بليون دولار | 307.82 مليار                                              |                                   |
| الناتج المحلي الإجمالي الاسمي للفرد دولار أمريكي          | 19.22 ألف                                                 |                                   |
| الناتج المحلي الإجمالي للفرد دولار أمريكي                 | 28.76 ألف                                                 |                                   |
| مؤشر التنمية البشرية                                      | 0.830                                                     | 0.769                             |
| رمز المكالمات الدولي                                      | +351                                                      | +53                               |
| رمز الإنترنت                                              | .pt                                                       | .cu                               |
| المنطقة الزمنية                                           | توقيت غرب أوروبا، توقيت غرب أوروبا الصيفي، أوروبا/لشبونة ‏ | 00                                |

## مدن متوأمة
في ما يلي قائمة باتفاقيات التوأمة بين مدن برتغالية وكوبية:
- ترتبط ألمادا مع Regla [الإنجليزية]‏ باتفاقية توأمة.
- ترتبط لشبونة مع سانتياغو دي كوبا باتفاقية توأمة منذ 28 سبتمبر 1992.
- ترتبط شنترة مع هافانا باتفاقية توأمة.

## منظمات دولية مشتركة
يشترك البلدان في عضوية مجموعة من المنظمات الدولية، منها:
| علم المنظمة | اسم المنظمة                   | تاريخ انضمام البرتغال | تاريخ انضمام كوبا |
| ----------- | ----------------------------- | --------------------- | ----------------- |
|             | يونسكو                        | 11 مارس 1965          | 29 أغسطس 1947     |
|             | منظمة حظر الأسلحة الكيميائية  | ?                     | ?                 |
|             | منظمة التجارة العالمية        | ?                     | ?                 |
|             | الاتحاد البريدي العالمي       | ?                     | ?                 |
|             | منظمة الشرطة الجنائية الدولية | ?                     | ?                 |
|             | الأمم المتحدة                 | 14 ديسمبر 1955        | 24 أكتوبر 1945    |
|             | الاتحاد الدولي للاتصالات      | 1866                  | 16 يناير 1918     |
|             | المنظمة الهيدروغرافية الدولية | ?                     | ?                 |

## وصلات خارجية
- موقع وزارة الخارجية البرتغالية
- موقع وزارة الخارجية الكوبية